# Александър Сигмунд фон дер Пфалц
Александър Сиг(из)мунд фон дер Пфалц (на немски: Alexander Sigismund von der Pfalz; * 16 април 1663, Нойбург на Дунав; † 24 януари 1737, Аугсбург) от династията Вителсбахи (линията Пфалц-Нойбург), е княз-епископ на Аугсбург (1690 – 1737).

## Живот
Той е петият син на курфюрст Филип Вилхелм фон Пфалц (1615 – 1690) и втората му съпруга Елизабет Амалия фон Хесен-Дармщат (1635 – 1709), дъщеря на ландграф Георг II фон Хесен-Дармщат. Сестра му Елеонора Магдалена се омъжва на 14 декември 1676 г. за император Леополд I. Най-големият му брат Йохан Вилхелм се жени на 25 октомври 1678 г. за Мария Анна Йозефа Австрийска, дъщеря на император Фердинанд III.
Александър е определен за духовническа кариера и е възпитаван от йезуити в двора на баща му в Дюселдорф и Нойбург. През 1681 г. е определен за епископ на Аугсбург.
През 1688 г. Александър има тежко нараняване от кон, през 1689 г. е помазан за свещеник и през 1690 г. последва своя кръстник Йохан Кристоф фон Фрайберг като епископ. Той реформира финансите, строи пътища.
Умира на 73-годишна възраст. Погребан е в Аугсбург.